# Рейчел Тейлор
Ре́йчел Мей Те́йлор (англ. Rachael May Taylor; нар. 11 липня 1984, Лонсестон, Тасманія, Австралія) — австралійська телевізійна та кіноакторка, відома роллю Пекельної Кішки у фільмах Marvel.
Народилася 11 липня 1984 року в місті Лонсестон на австралійському острові Тасманія, батьки — Найджел і Крістін Тейлор (англ. Nigel & Christine Taylor). Навчалася в Ріверсайдській школі (закінчила 2000 року). Грала у шкільних виставах, виборола звання «Юна міс Тасманія» (Miss Teen Tasmania),  працювала моделлю.

## Кар'єра
Перша головна роль — в австралійському телешоу «headLand», після якого акторка переїхала до США, де знялася в кількох телесеріалах та фільмах. Першу велику популярність та визнання їй принесла роль науковиці Меггі Медсен у культовому фільмі «Трансформери» 2007 року. Після нього вона знялася в інших голлівудських фільмах: «Удар пляшкою», «Затвір» («Фантоми»), «Список контактів», «Вашингтонка», «Кедрові хлопці», «Сплінтергедс», «Примарна машина», «Рудий пес».
У 2011 році Тейлор знялася в популярному телесеріалі «Анатомія Грей» та виконала одну з головних ролей у ремейку «Ангелів Чарлі». В оригінальному серіалі 1970-х аналог цієї ролі колишньої злодійки Ебі Сімпсон виконувала Фарра Фосетт (Джилл Монро в телешоу 1976-1981).
У 2011-2016 роках акторка взяла участь у кількох фільмах та телесеріалах із досить низькими рейтингами: «Фантом», «Усе, крім кохання», «Криза», «Лофт» тощо — та вперше виконала роль Тріш Волкер (Пекельна Кішка із кіновсесвіту Marvel) — в епізоді серіалу «Люк Кейдж» із циклу про Захисників. В образі цієї персонажки вона з'явилася у власне серіалі «Захисники» 2017 року та як одна з головних героїнь телесеріалу «Джессіка Джонс» 2015-2019 років.

## Фільмографія
| Рік       |    | Українська назва                 | Оригінальна назва                        | Роль                                                              |
| --------- | -- | -------------------------------- | ---------------------------------------- | ----------------------------------------------------------------- |
| 2015—2019 | с  | Джессіка Джонс                   | Jessica Jones                            | Патриція (Тріш) Волкер / Пекельна Кішка (38 епізодів)             |
| 2019      | ф  | У пошуках Стіва Макквіна         | Finding Steve McQueen                    | Моллі Мерфі                                                       |
| 2018      | ф  | Леді в чорному                   | Ladies in Black                          | Фей                                                               |
| 2018      | ф  | Біла орхідея                     | The White Orchid                         | Джессіка                                                          |
| 2017      | с  | Захисники (мінісеріал)           | Marvel's The Defenders                   | Патриція (Тріш) Волкер / Пекельна Кішка (4 епізоди)               |
| 2017      | с  | Дім Бонда (мінісеріал)           | House of Bond                            | Даяна Блісс (2 епізоди)                                           |
| 2016      | кф | Магазин перук                    | Wig Shop                                 | Лілі                                                              |
| 2016      | ф  | Золото                           | Gold                                     | Рейчел Гілл                                                       |
| 2016      | с  | Люк Кейдж                        | Marvel's Luke Cage                       | Патриція (Тріш) Волкер / Пекельна Кішка (голос) (камео, 1 епізод) |
| 2016      | ф  | Арка                             | ARQ                                      | Ханна                                                             |
| 2014      | ф  | Лофт                             | The Loft                                 | Енн Морріс                                                        |
| 2016      | с  | Криза                            | Crisis                                   | Сюзі Данн, спеціальний агент ФБР (основна роль, 13 епізодів)      |
| 2012—2013 | с  | Парк Авеню, 666                  | 666 Park Avenue                          | Джейн ван Він / Джейн Мартін (головна роль, 13 епізодів)          |
| 2012      | ф  | Усе, крім кохання                | Any Questions for Ben?                   | Алекс                                                             |
| 2011      | ф  | Фантом                           | The Darkest Hour                         | Енн                                                               |
| 2011      | с  | Ангели Чарлі                     | Charlie's Angels                         | Ебігейл (Ебі) Сімпсон, колишня злодійка (головна роль)            |
| 2011      | с  | Анатомія Грей                    | Grey's Anatomy                           | Люсі Філдс, лікарка (8 епізодів)                                  |
| 2011      | ф  | Рудий пес                        | Red Dog                                  | Ненсі                                                             |
| 2010      | ф  |                                  | Summer Coda                              | Гейді                                                             |
| 2010      | кф | Провіденс Парк                   | Providence Park                          | дівчина на велосипеді                                             |
| 2009      | ф  | Примарна машина                  | Ghost Machine                            | Джесс (головна роль)                                              |
| 2009      | ф  | Сплінтергедс                     | Splinterheads                            | Гелексі                                                           |
| 2009      | ф  | Кедрові хлопці                   | Cedar Boys                               | Емі                                                               |
| 2009      | ф  | Вашингтонка                      | Washingtonienne                          | Джекі                                                             |
| 2008      | ф  | Список контактів                 | Deception                                | жінка у передпокою                                                |
| 2008      | ф  | Затвір                           | Shutter                                  | Джейн                                                             |
| 2008      | ф  | Удар пляшкою                     | Bottle Shock                             | Сем Фултон                                                        |
| 2007      | ф  | Трансформери                     | Transformers                             | Меггі Медсен, наукова експертка міноборони                        |
| 2006      | ф  | Не бачу зла                      | See No Evil                              | Зої                                                               |
| 2005—2006 | с  | Хедленд                          | headLand                                 | Саша Форбс (основна роль, 58 епізодів)                            |
| 2005      | с  | Геркулес (мінісеріал)            | Hercules                                 | жінка / Сфінкс (2 епізоди)                                        |
| 2005      | ф  |                                  | Man-Thing                                | Тері                                                              |
| 2005      | с  | Дочки Маклауда                   | McLeod's Daughters                       | Наталі Луїз Браун (1 епізод)                                      |
| 2005      | тф |                                  | Dynasty: The Making of a Guilty Pleasure | Кетрін Оксенберг                                                  |
| 2004      | с  | Таємниця Наталі Вуд (мінісеріал) | The Mystery of Natalie Wood              | Меріенн Маринкович                                                |